# Geschichte der Stadt Bielefeld

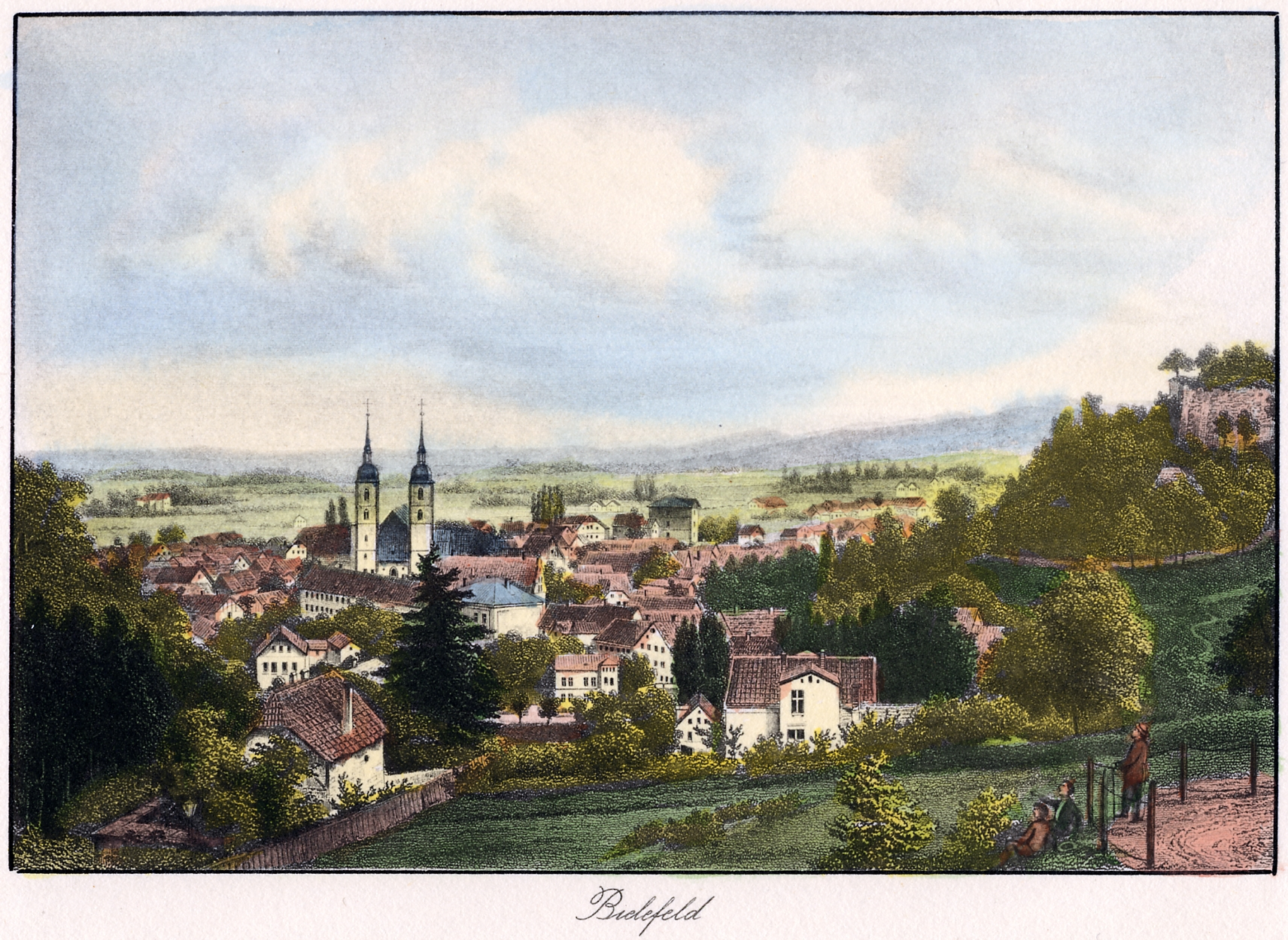
Bielefeld vor 1872

Die Geschichte der Stadt Bielefeld umfasst die Entwicklungen auf dem heutigen Gebiet der ostwestfälischen Stadt Bielefeld von der ersten Besiedlung bis zur Gegenwart.

## Gründung und Entwicklung im Mittelalter

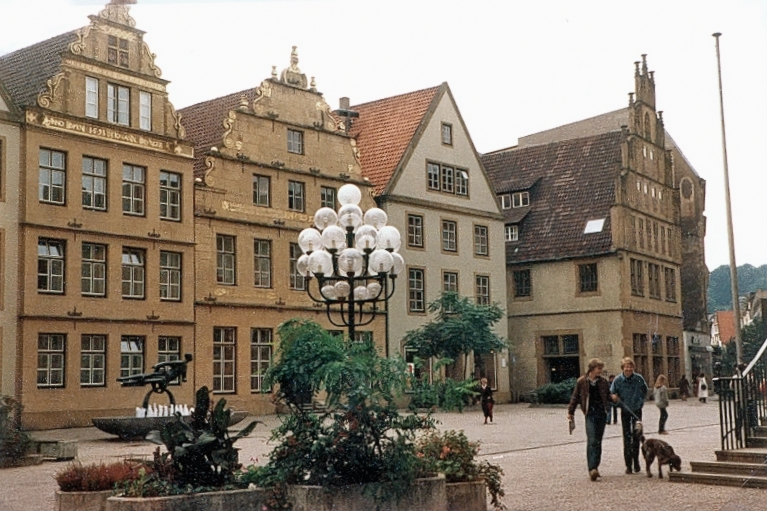
Alter Markt (1980)

Bereits zur Mitte des 9. Jahrhunderts wurde der Ort erwähnt, als dem Kloster Corvey ein Mansus in Bylanuelde übertragen wurde. Die erste Erwähnung der Stadt Bielefeld stammt aus dem Jahr 1214 und ist in einer Vertragsurkunde des Grafen Hermann II. von Ravensberg und des Klosters Marienfeld zu finden. Bielefeld gehörte zu den zahlreichen Stadtgründungen des Hochmittelalters und entstand mit der Absicht, die Herrschaft des Landesherrn zu sichern, da sie an der Südgrenze der Grafschaft Ravensberg lag. Bielefeld gehörte zur Zeit der Stadtgründung noch zum Kirchspiel Heepen. Eine selbständige kirchliche Gemeinde in Bielefeld wurde 1236 errichtet, zunächst mit einer Kapelle an der Stelle der Altstädter Nicolaikirche. Diese selbst wurde im 14. Jahrhundert erbaut.
Außerdem plante Hermann II., den Ort als Kaufmannsstadt und Hauptstadt der Grafschaft auszubauen, um so seine finanzielle Situation zu verbessern. Aufgrund ihrer Lage an der Kreuzung mehrerer alter Handelswege und an einem wichtigen Pass über den Teutoburger Wald entwickelte sich Bielefeld schnell zum Wirtschafts- und Finanzzentrum der Grafschaft Ravensberg und zog viele Kaufleute aus dem Umland und dem nahe gelegenen Münster an. Wie in der damaligen Zeit üblich, war Bielefeld durch Wassergräben und Mauern vom Umland abgetrennt. Nur tagsüber waren die Stadttore geöffnet. Das mittelalterliche Stadtbild wurde durch das damals wichtigste Handelszentrum der Stadt geprägt, den heutigen Alten Markt, sowie durch das Rathaus und die Altstädter Nicolaikirche.
Um 1240 begann der Bau der Sparrenburg auf dem westlichen Sporn des Sparrenberges, die urkundlich erstmals 1256 erwähnt wird und nach ihrer Fertigstellung als Wohnsitz des Landesherrn und seines Gefolges diente. Außerdem sollte die Burg die Stadt und den Pass über die Berge des Teutoburger Waldes schützen. Allerdings hatte die Burg damals ein völlig anderes Aussehen als heute und bestand nur aus einer rechteckigen 45 mal 85 Meter großen Schildmauer, in deren Inneren sich ein Turm sowie Wohngebäude, Lagerräume und Stallungen befanden. 1287 wurde das schon früher eingeführte münsterische Stadtrecht bestätigt.
Ab 1293 entstand die Neustadt, als die zum Bau der Burg benötigten Handwerker am Fuße des Sparrenberges vor den Toren der Stadt siedelten. Die Neustadt wuchs ungeplant, hatte jedoch mit der Neustädter Marienkirche eine eigene Kirche, die später zur Familienkirche des Ravensberger Grafen Otto III. und seiner Gemahlin Hedwig umgebaut wurde. Neben ihrer Pfarrfunktion war die Kirche Stiftskirche mit zwölf Kanonikern. In dieser Zeit entstanden drei von einer Stadtmauer gesicherte Siedlungskerne: Das Marienstift, die Handwerkersiedlung an der heutigen Breiten Straße und die Adelshöfe nahe der heutigen Kreuzstraße. Altstadt und Neustadt hatten jeweils eine eigene Verwaltung, waren bis ins 16. Jahrhundert voneinander unabhängig und wurden erst 1520 zu einer Stadt vereinigt. In dieser Zeit hatten beide Städte zusammen rund 3.000 Einwohner.
Nachdem die männliche Linie der Ravensberger Grafen ausgestorben war, fiel die Grafschaft und damit die Stadt Bielefeld im Jahr 1346 an die Grafschaft Berg, ab 1423 an das Herzogtum Jülich-Berg. Bielefeld lag räumlich weit entfernt vom Sitz des neuen Landesherrn und konnte sich relativ frei entfalten. Außerdem blieb die Stadt von den zahlreichen Kriegen des späten Mittelalters weitgehend verschont. Bei den Bewohnern, überwiegend Kaufleute und Handwerker, wuchs der Wohlstand, nicht zuletzt durch den Beitritt zur Hanse im 15. Jahrhundert.

## Reformation und Dreißigjähriger Krieg
1498 wurde das Jostbergkloster von Franziskanern gegründet, jedoch schon 1511 aufgrund von Schwierigkeiten bei der Wasserversorgung und wegen der zu großen Entfernung zur Stadt an den heutigen Klosterplatz in die Altstadt verlegt. Das Gebäude am Jostberg, von dem heute nur noch die Grundmauern erhalten sind, war bereits in der Mitte des 16. Jahrhunderts verfallen.
Ab 1542 wurde in der Grafschaft Ravensberg und damit auch in Bielefeld die Reformation eingeführt. Gegen den Widerstand der meisten Stiftsherren des Marienstifts begannen die Pfarrer der Altstädter Nikolaikirche und der Neustädter Marienkirche etwa gleichzeitig, „evangelisch zu predigen“ und im Gottesdienst deutsche Lieder zu singen. Das Franziskanerkloster blieb jedoch katholisch, und die Franziskaner übernahmen die Seelsorge für die wenigen Katholiken im gesamten Ravensberger Land, ab 1696 unterstützt durch eine kleine Ordensniederlassung in Stockkämpen. Im Mai 1829, 25 Jahre nach der allgemeinen Säkularisation der Klöster, wurde das Kloster durch den preußischen König aufgehoben. Damit erreichte Bürgermeister Ernst Friedrich Delius sein Ziel, das Klostergebäude zur Erweiterung des Gymnasiums zu nutzen. Die Klosterkirche wurde zur katholischen Pfarrkirche. Die Pfarrseelsorge an St. Jodokus wurde dann von einem Diözesanpriester übernommen. Das Marienstift wurde durch die Reformation bikonfessionell, hier lebten katholische und evangelische Kanoniker miteinander bis zur Auflösung infolge der Säkularisation im Jahre 1810. Das Augustinerinnenkloster, 1491 gegründet, war bereits Anfang des 17. Jahrhunderts untergegangen.
Infolge des Jülich-Klevischen Erbfolgestreites fiel die Grafschaft Ravensberg mit Bielefeld 1609 vorläufig durch einen in Bielefeld unterzeichneten Rezess an die Mark Brandenburg. Am 30. Oktober 1612 ereignete sich ein schweres Erdbeben in der Stadt, das große Schäden anrichtete. Im Vorfeld und im Verlauf des Dreißigjährigen Krieges (1618–1648) wurde die Sparrenburg nacheinander von holländischen, spanischen, schwedischen und französischen Truppen besetzt. Während der spanischen Besetzung um 1623 wurde die Stadt mit Kanonen von der Sparrenburg aus beschossen. 1636 belagerten Schweden und Hessen fast ein Jahr lang die spanischen Besatzungstruppen in der Burg, bevor diese 1637 die Festung übergaben. Ebenfalls in den Jahren 1636 und 1637 wütete die Pest in Bielefeld und forderte rund 350 Opfer. Durch den Westfälischen Frieden, der 1648 in Münster geschlossen wurde, fiel die Grafschaft Ravensberg mit Bielefeld, Minden und Kleve an die Mark Brandenburg und damit an das Haus Hohenzollern, endgültig allerdings erst 1666. Der Große Kurfürst schenkte der 1657 gegründeten evangelisch-reformierten Gemeinde 1671 die kleine Süsterkirche, die bis 1616 Klosterkirche des Augustinerinnenklosters Mariental gewesen war. Seit 1648 / 1666 bis zum Jahr 1947 gehörte Bielefeld zu Brandenburg-Preußen.
Im 17. Jahrhundert begann die Entwicklung Bielefelds zur „Leinenstadt“, was in der damaligen Zeit vor allem Leinenhandel bedeutete. Die Bauern des Ravensberger Landes bauten auf ihren Ackerflächen anstatt Korn vorzugsweise den staatlich subventionierten Flachs an und verarbeiteten diesen als Leineweber in Heimindustrie zu Linnen oder Leinen. Dieses Leinen wurde in der Legge, einer Art Leinenbörse gesammelt und gehandelt. Die Legge war zudem eine Prüfanstalt, in der das Leinen vermessen, auf einwandfreie Verarbeitung geprüft und mit einem Gütesiegel versehen wurde. Der Leinenhandel führte zu einem gewissen Wohlstand in der Stadt, von dem noch heute die Patrizierhäuser am Alten Markt sowie das 1909 errichtete Leineweberdenkmal zeugen.

## Industrialisierung und Kaiserreich
Im Jahr 1717 wurde in Bielefeld die erste Straßenbeleuchtung eingeführt. Ab 1722 verlor die Stadt durch die Gründung von Minden-Ravensberg wichtige Verwaltungsfunktionen an Minden. 1775 ließ Friedrich der Große aus den Steinen der teilweise abgerissenen Sparrenburg, die nur noch als Gefängnis benutzt wurde, Kasernen für die Bielefelder Garnison errichten. In der Regierungszeit Napoleons gehörte Bielefeld als eigener Distrikt und Kanton zum französischen Vasallenstaat Königreich Westphalen und der Schwarzbach, Johannisbach und die Aa bildeten von 1810 bis 1813 die Grenze zum Kaiserreich Frankreich, das damals auch die nordwestdeutsche Küstenregion umfasste. Von 1813 bis 1815 gehörte Bielefeld provisorisch zum Zivilgouvernement zwischen Weser und Rhein. Im Jahr 1815 wurde die Provinz Westfalen gegründet und bildete einen Teil des Königreichs Preußen. Zu dieser Zeit war das Stadtgebiet wesentlich kleiner als heute und das Umland gehörte zum Kreis Bielefeld. 1833 wurde der Stadt Bielefeld die preußische revidierte Städteordnung von 1831 verliehen.

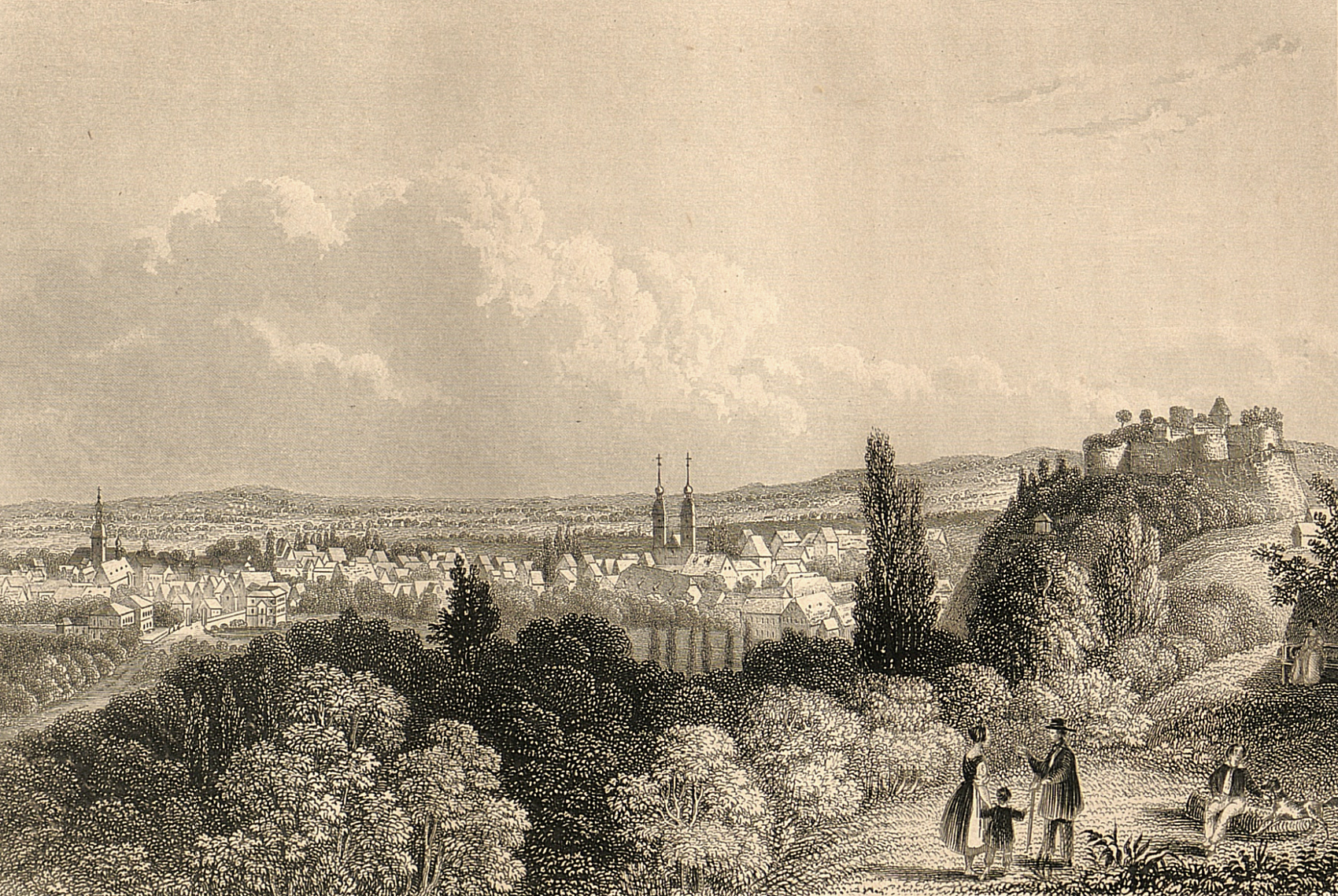
Bielefeld um 1840

Um 1830 geriet das Bielefelder Leinenhandwerk in eine schwere Krise, da in Irland, England und Belgien mit der Produktion maschinell gewebter Stoffe begonnen wurde. Das handgewebte und -gesponnene Leinen konnte weder qualitativ noch quantitativ konkurrieren. Verschärft wurde die Situation der Einwohner Bielefelds durch eine Ernährungskrise im Jahr 1844. Die wirtschaftliche Not vieler Bielefelder führte zu Unruhen während der Revolution von 1848. Darüber hinaus verließen viele Menschen ihre Heimat in Ostwestfalen und wanderten nach Amerika aus.
Um 1860 entwickelte sich die Tabakproduktion im Ravensberger Land. Die Tabakfabrik Crüwell in Bielefeld, eine der bedeutendsten ihrer Art in Deutschland, vergab bestimmte Arbeiten in Heimproduktion, so dass die Landbevölkerung neue Verdienstquellen fand. Das Zentrum der Tabakproduktion war allerdings in Bünde.
Als 1847 die Anbindung an die Cöln-Mindener Eisenbahn fertiggestellt wurde, entwickelten sich alsbald Fabriken, da nun die Anlieferung und der Abtransport von Rohstoffen beziehungsweise Fertigwaren in großen Mengen erfolgen konnte. Mit der Ravensberger Spinnerei entstand ein Unternehmen, das sich zur größten Flachsspinnerei Europas entwickelte. Schon im Jahr 1870 war Bielefeld das Zentrum der Textilindustrie in Deutschland, in dem sich etwa elf Prozent aller Spindeln und Webstühle im gesamten Staatsgebiet befanden. Die Verbindung von Industrialisierung mit ländlicher Heimproduktion und die Herkunft der meisten Industriearbeiter aus bäuerlicher Nebenerwerbswirtschaft spiegelte sich in der Stadtstruktur wider. Die Bevölkerung wohnte, anders als in vielen Industriestädten, weder in Mietskasernen noch in planmäßig angelegten gleichförmigen Siedlungen, sondern vorzugsweise in freistehenden Häusern, die ähnlich dem Westfalenhaus aus Wohnung, Stallraum und Erntelager bestanden. So begann die Zersiedlung in und um Bielefeld schon lange vor der Massenmotorisierung.
1867 wurden die Von Bodelschwinghschen Anstalten Bethel im heutigen Stadtteil Gadderbaum gegründet.
Neben der Textilindustrie entwickelte sich der Maschinenbau, wodurch zum Ende des 19. Jahrhunderts kaum noch Maschinen mehr importiert werden mussten. Heute ist Bielefeld der fünftgrößte Maschinenbaustandort Deutschlands. Zum Ende des 19. Jahrhunderts wurde die Nahrungsmittelindustrie für Bielefeld bedeutsam. Mit dem Oetker-Konzern entstand einer der größten Nahrungsmittelhersteller Europas. Begonnen hatte August Oetker 1891 in seiner Apotheke in der Niedernstraße mit dem Verkauf und der Weiterentwicklung von Backpulver.

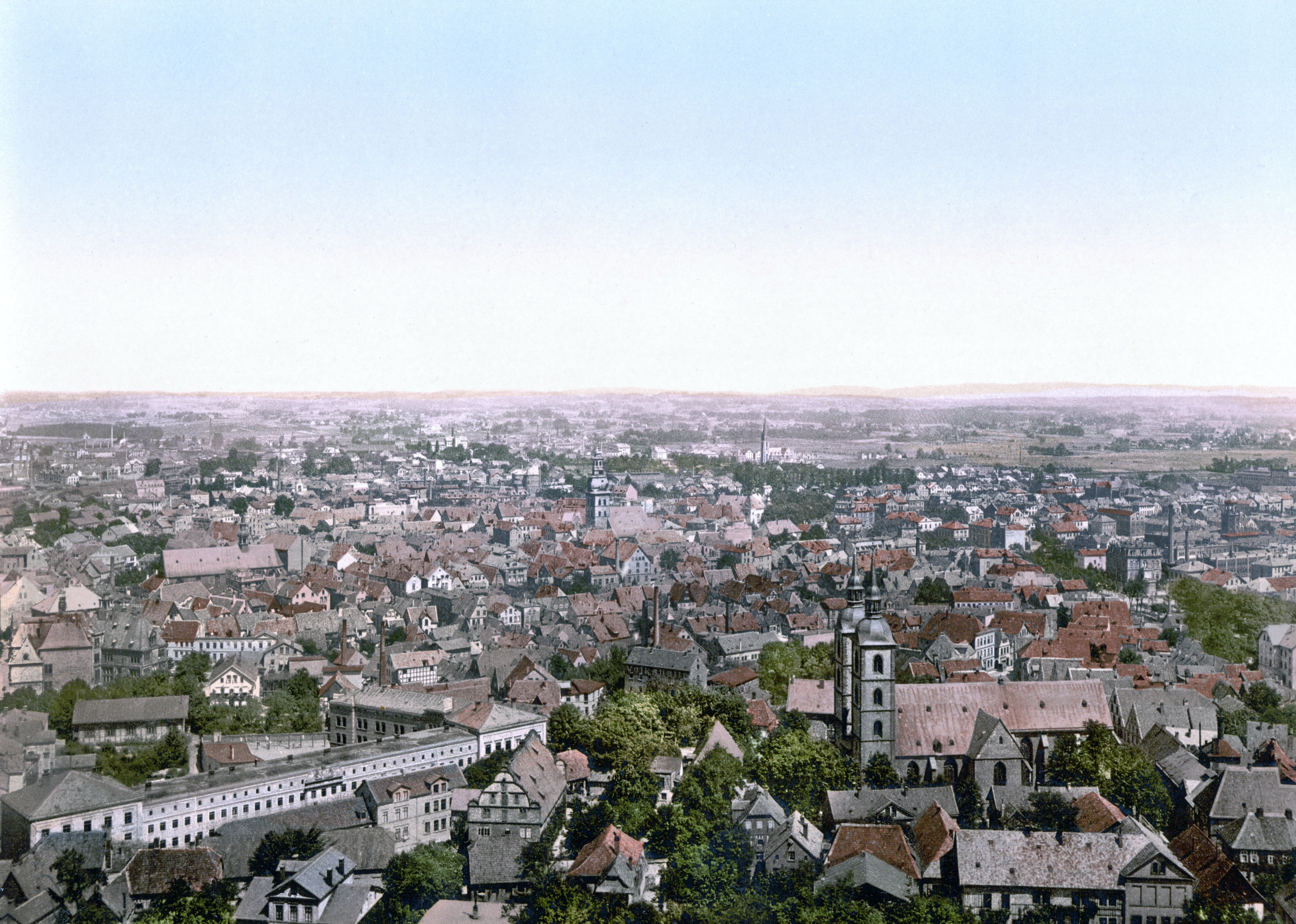
Bielefeld um 1895

Am 1. Oktober 1878 wurde die Stadtgemeinde Bielefeld aus dem Kreis Bielefeld ausgegliedert und zur kreisfreien Stadt. Die Infrastruktur wurde weiter ausgebaut. Im Jahr 1900 fuhr die erste elektrische Straßenbahn und 1901 wurden die Bielefelder Kreisbahnen nach Schildesche, Werther und Enger eröffnet (im Februar 1954 stillgelegt). 1904 kam noch die Nebenbahn nach Hameln dazu.
Dank der prosperierenden Industrie stieg die Einwohnerzahl stark an, daran konnte auch der Erste Weltkrieg nichts ändern. Die Einwohnerzahl wuchs von 8.150 im Jahr 1848 nach Eingemeindungen von Teilen von Quelle und Gadderbaum auf 82.580 im Jahr 1914. Im August 1914 meldeten sich viele Kriegsfreiwillige für den Kriegsdienst im Ersten Weltkrieg (1914–1918) und Ende 1914 standen rund 10.000 Bielefelder unter Waffen, vorzugsweise im Infanterieregiment 55, das an der Westfront eingesetzt wurde. Nach dem Kriegsende im November 1918 traten Volks- und Soldatenräte unter der Führung von Carl Severing zusammen, um die eben entstandene parlamentarische Regierung zu unterstützen und eine Selbstverwaltung aufzubauen.

## Weimarer Republik und Nationalsozialismus

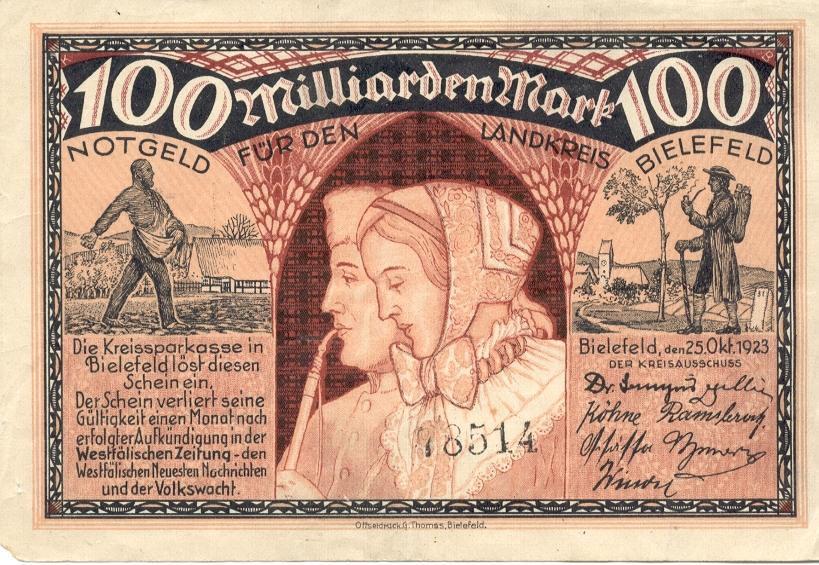
Notgeld mit Bielefelder Leineweber

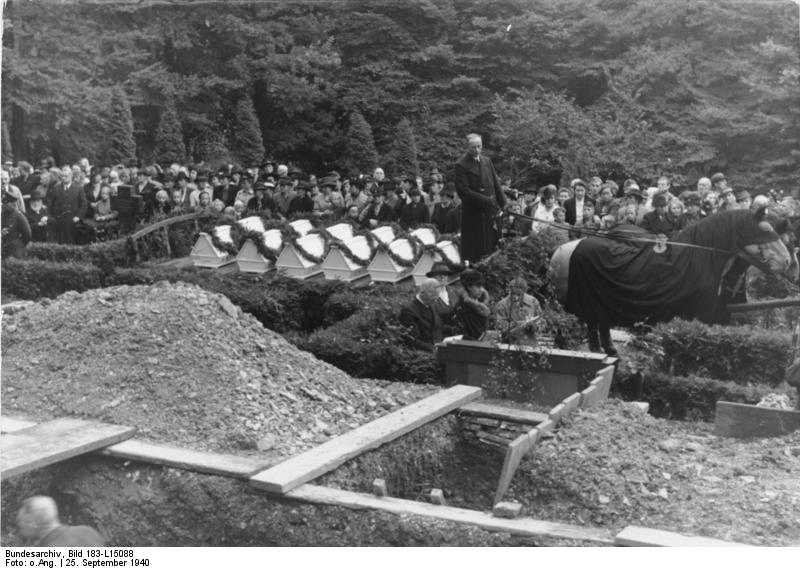
Beisetzung von Opfern eines Bombenangriffs auf die Von Bodelschwinghsche Anstalten Bethel am 25. September 1940

Angesichts der wirtschaftlichen Not breiter Bevölkerungskreise kam es 1919 zu Unruhen und zur Erstürmung des Bielefelder Wochenmarktes durch hungrige Menschen, die zum Schusswechsel zwischen Reichswehr und Demonstranten führte. 1920 wurde zeitweilig der Belagerungszustand über Bielefeld verhängt und auf einer Großdemonstration protestierten 10.000 Bürger gegen die kritische soziale Lage. Seit dem Ende des Ersten Weltkrieges gab die Stadt-Sparkasse Bielefeld bis 1923 Notgeld Banknoten in Leinen, Seide und Samt heraus.
Bielefelds Oberbürgermeister Rudolf Stapenhorst führte Verhandlungen mit den angrenzenden selbständigen Gemeinden, die schließlich einer Eingemeindung zustimmten, so dass die Stadt am 1. Oktober 1930 mit rund 130.000 Einwohnern die 50. deutsche Großstadt wurde.
Als 1933 die Nationalsozialisten an die Macht kamen, wurden in Bielefeld alle anderen Parteien im Rahmen der sogenannten Gleichschaltung zwangsweise aufgelöst. Zu Beginn des "Dritten Reichs" organisierte sich in der Stadt Widerstand. So wurde beispielsweise die linkssozialistische Zeitung "Der Rote Stoßtrupp" unter Mitwirkung von u. a. Emil Gross und Artur Ladebeck in der Stadt verteilt. Den Widerstand von Kommunisten und Sozialdemokraten beantworteten die Nazis mit der Verhaftung von 260 Menschen wegen politischer Delikte und ließen sie zu langen Haftstrafen verurteilen. Das Amt des Oberbürgermeisters übernahm 1935 mit Friedrich Budde ein Mitglied der NSDAP.
1938 wohnten in Bielefeld rund 900 Bürger jüdischen Glaubens. Die jüdische Gemeinde verfügte über eine prächtige im Jahr 1905 eingeweihte Synagoge in der Turnerstraße, die in der Reichspogromnacht vom 9. auf den 10. November 1938 von den NS-Deutschen niedergebrannt wurde. Erst nach vier Stunden traf die Feuerwehr ein, die jedoch weisungsgemäß lediglich die Nachbarhäuser vor dem Übergreifen von Flammen schützte. Während die Privatwohnungen der Juden weitgehend verschont blieben, wurden 17 überwiegend in der Bielefelder Innenstadt gelegene Geschäfte verwüstet und teilweise geplündert. Viele Juden flohen ins Ausland, als ihnen die Führung von Geschäften und Handwerksbetrieben von den NS-Deutschen untersagt und ihr Vermögen beschlagnahmt wurde. Der ersten Deportation Bielefelder Juden am 13. Dezember 1941 nach Riga folgten acht weitere nach Auschwitz, Warschau und Theresienstadt. Von den insgesamt 460 deportierten Juden überlebten nur rund 60 den Holocaust.
Mit Beginn des Zweiten Weltkrieges stellte sich die Industrie der Stadt auf die Herstellung von Rüstungsgütern um. Da immer mehr Männer zur Wehrmacht eingezogen wurden, mangelte es bald an Arbeitskräften. Das führte zum Einsatz von insgesamt 14.721 Zwangsarbeitern, überwiegend Ukrainerinnen und Polen, die in die Region Bielefeld verschleppt und zur Zwangsarbeit verpflichtet wurden.
Die ersten Bombenangriffe auf Bielefeld fanden im Juni 1940 statt, richteten jedoch keinen größeren Schaden an. Der schwerste Luftangriff auf die Stadt erfolgte am 30. September 1944, der 649 Menschen das Leben kostete und den größten Teil der Altstadt und viele historische Bauten zerstörte. Im März 1945 wurde der Schildescher Viadukt mit einer Grand-Slam-Bombe nahezu zerstört. Während des Krieges kamen in Bielefeld mehr als 1.300 Menschen durch Bomben ums Leben, etwa 15.600 Wohnungen wurden zerstört oder stark beschädigt.
Am 4. April 1945 näherte sich die 3. US-Panzerdivision der Stadt vom Süden her. Sie konnte Bielefeld nahezu kampflos einnehmen. Den Amerikanern folgten, dem Potsdamer Abkommen entsprechend, knapp eine Woche später die Engländer. Sie unterstellten, wie alle Alliierten, ihre Zone einer Militärregierung.

## Wiederaufbau und Entwicklung bis zur Gegenwart

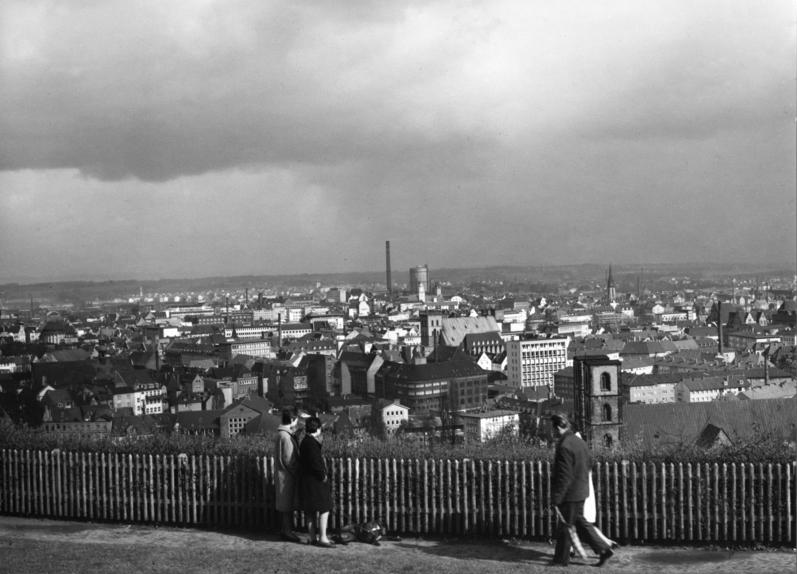
Stadtbild 1961. Zu sehen sind unter anderem die Turmstümpfe der Altstädter Nicolaikirche (Bildmitte) und der Neustädter Marienkirche (vorne rechts). In den 1960er Jahren wurden die Turmspitzen wieder aufgebaut.

Die Zeit nach dem Krieg war durch eine allgemeine Aufbruchstimmung geprägt. Viel zerstörte historische Bausubstanz wurde durch moderne Bauten ersetzt, die der Stadt ein völlig neues Gesicht gaben. Die am Boden liegende Industrie wurde binnen weniger Jahre wieder aufgebaut und es begann ein lebhafter wirtschaftlicher Aufschwung. Die Textilindustrie verlor jedoch immer mehr an Bedeutung, während sich die Stadt, wie viele andere Großstädte, zu einem Dienstleistungszentrum entwickelte. Bielefeld wurde außerdem eine Garnisonsstadt der Britischen Rheinarmee.
In Bielefeld wurde 1945 die Reichsbahn-Generaldirektion als Verwaltung der Eisenbahn in der britischen Zone gegründet. 1945/46 ließen die alliierten Besatzungsbehörden zudem die Sammelstelle für Nachrichten über Führer von Kraftfahrzeugen sowie die Sammelstelle für Nachrichten über Kraftfahrzeuge von Berlin und Peine nach Bielefeld verlagern. 1951/52 zog die Sammelstelle für Nachrichten über Kraftfahrzeuge und Kraftfahrzeugführer unter dem neuen Namen Kraftfahrt-Bundesamt letztlich in die Bonte-Kaserne nach Flensburg-Mürwik um.
Die Einwohnerzahl stieg durch den Zustrom von Flüchtlingen und Heimatvertriebenen sprunghaft an und betrug 1955 bereits 155.000. Der Anteil von Katholiken in der Bevölkerung erhöhte sich, so dass in den 1950er und 1960er Jahren rund zehn katholische Pfarrkirchen neu gebaut wurden.
Eine städtebauliche Besonderheit bildet die Sennestadt. Die Wohnungsnot der Nachkriegsjahre zwang die Stadtplaner zu einer raschen Lösung. So entstand ab 1956 auf dem Gebiet der Gemeinde Senne II eine auf dem Reißbrett geplante Wohnstadt ohne Kreuzungen, die zunächst vornehmlich von Flüchtlingen und Heimatvertriebenen bezogen wurde und heute rund 21.500 Einwohner zählt.
Seit den 1960er Jahren plante der Rat der Stadt eine großflächige Stadtsanierung vor allem im westlichen Stadtgebiet. Hier sollte als wichtiger Verkehrsweg u. a. der Ostwestfalendamm entstehen. Viele alte Häuser waren davon bedroht abgerissen zu werden. Bürger der Stadt hielten dagegen und konnten mit demokratischem Engagement einige Veränderungen verhindern.
Im Jahr 1969 wurde die Universität Bielefeld gegründet. Im Westen der Stadt am Fuß des Teutoburger Waldes entstand das Gebäude für eine Campus-Universität. Sie ist eine der wenigen Hochschulen, die nahezu alle Fakultäten unter einem Dach vereint, und genießt heute mit mehr als 20.000 Studierenden einen ausgezeichneten Ruf unter den deutschen Hochschulen.
1973 wurde Bielefeld im Rahmen des Bielefeld-Gesetzes mit den Städten und Gemeinden des Kreises Bielefeld mit Ausnahme weniger Gebiete zu einer kreisfreien Stadt zusammengeschlossen. Gleichzeitig wurde der Kreis Bielefeld aufgelöst. Die Einwohnerzahl der Stadt stieg damit auf über 300.000 Bürger. 1991 wurde die Stadtbahn Bielefeld nach über zwanzigjähriger Bauzeit mit ihren Innenstadttunneln in Betrieb genommen.